# 解宋
解宋（1534年—？），字應儒，直隸揚州府高郵州興化縣人，匠籍，明朝政治人物。

## 生平
應天府鄉試第一百三名舉人。嘉靖三十八年（1559年）中式己未科會試第一百七十五名，三甲第八名進士。授刑科给事中，四十五年三月升吏科右，十一月升工科左。後贬官，隆慶二年（1568年）任撫州府推官，历官南京礼部主客司郎中，五年三月升湖广右参议。

## 家族
曾祖解思政；祖父解珙；父解文。前母陸氏；母姚氏。具庆下。兄栗、桢、栻。